# Zee Kannada
Zee Kannada es un canal de televisión generalista por suscripción indio en idioma canarés que se lanzó en el año 2006 y es propiedad de Zee Entertainment Enterprises. También es el primer canal satelital dominante en canarés.

## Historia
Zee Kannada se lanzó en 2006 como el segundo canal en un idioma del sur de la India de ZEE después de su negocio Télugu, que se lanzó en mayo de 2005.
En 2014, el logotipo azul claro de Zee Kannada dio paso a un rojo y un azul más brillantes.
El 15 de octubre de 2017, coincidiendo con el Jubileo de Plata de Zee Network, junto con todos los canales de Zee, el logotipo de Zee Kannada pasó a ser el logotipo del círculo.
En 2018, se creó una nueva identidad de marca y se lanzó el canal en alta definición (HD) con imágenes HD y calidad de sonido Dolby Digital Plus. La revelación y el lanzamiento tuvieron lugar en una ceremonia en los Premios Zee Kannada Kutumba 2018.
ZEEL lanzó el canal de noticias digitales como Zee Kannada News en enero de 2022.

## Canal hermano

### Zee Picchar
Zee Picchar es un canal de televisión por suscripción de películas en canarés de la India que ofrece películas en el mencionado idioma. Se lanzó el 1 de marzo de 2020 y es el canal hermano de Zee Kannada. El canal es propiedad de Zee Entertainment Enterprises.

## Recepción
Zee Kannada sigue siendo constantemente el canal número uno en Karnataka y uno de los canales de televisión indios mejor valorados por sus programas como dramas, reality shows y películas. Programas como Puttakkana Makkalu, Gattimela, Hitler Kalyana, Jothe Jotheyalli y reality shows como Jodi No.1 han estado liderando las listas de TRP. Otros reality shows como Drama juniors, Comedy kiladigalu y Sa Re Ga Ma Pa también obtienen buenos puntajes en las listas de TRP.

## Ceremonias de premios

### Hemmeya Kannadiga
Hemmeya Kannadiga se otorga a las personas que enorgullecieron a Karnataka en diferentes ocupaciones como la industria cinematográfica, el servicio social y los deportes.

### Premios Zee Kutumba
Las reconocidas personalidades de la televisión Zee Kannada son felicitadas por su trabajo en pantalla y los logros de sus programas. Zee rinde homenaje a estrellas y programas de ficción nominándolos y entregándoles premios.